# Pseudanarta vexata
Pseudanarta vexata là một loài bướm đêm trong họ Noctuidae.